# یان کارچ

یان کارچ در آشویتس

یان کارچ (لهستانی: Jan Karcz); (۱۶ اکتبر ۱۸۹۲ – ۲۵ ژانویهٔ ۱۹۴۳) یکی از افسران نیروی زمینی لهستان بود که پس از مرگ به درجه سرتیپی رسید.
او پس از تسلیم لهستان به اسارت آلمانی‌ها درآمد و جان خود را در اردوگاه آشویتس از دست داد.

## نشان‌ها
- نشان ویرتوتی میلیتاری، مدال نقره‌ای
- صلیب شجاعت (لهستان)، چهار مرتبه
- نشان افتخار تولد لهستان، صلیب افسران
- صلیب شایستگی (لهستان)، صلیب طلایی
- فرقه ستاره رومانی، صلیب افسران
- نشان یادبود لتونی